# Rajon Studentska
rajon Studentska (bulgariska: Район Студентска) är ett distrikt i Bulgarien.   Det ligger i kommunen Stolitjna Obsjtina och regionen Sofija-grad, i den västra delen av landet, 6 km sydost om huvudstaden Sofia.
I omgivningarna runt rajon Studentska växer i huvudsak lövfällande lövskog. Runt rajon Studentska är det tätbefolkat, med 849 invånare per kvadratkilometer.